# NP Большой Медведицы
NP Большой Медведицы (лат. NP Ursae Majoris), HD 110463 — одиночная переменная звезда в созвездии Большой Медведицы на расстоянии приблизительно 74,1 световых лет (около 22,7 парсеков) от Солнца. Видимая звёздная величина звезды — от +8,3m до +8,27m.

## Характеристики
NP Большой Медведицы — оранжевый карлик, вращающаяся переменная звезда типа BY Дракона (BY) спектрального класса K3V. Эффективная температура — около 4926 К.